# Вајт Хорс (Јужна Дакота)
Вајт Хаус (енгл. White Horse) насељено је место без административног статуса у америчкој савезној држави Јужна Дакота.

## Демографија
По попису из 2010. године број становника је 276, што је 96 (53,3%) становника више него 2000. године.
| Група             | 2000.    | 2010.    |
| Белци             | 2 (1,1%) | 9 (3,3%) |
| Афроамериканци    | 0 (0,0%) | 0 (0,0%) |
| Азијати           | 0 (0,0%) | 1 (0,4%) |
| Хиспаноамериканци | 1 (0,6%) | 5 (1,8%) |
| Укупно            | 180      | 276      |